# Scopula didymosema
Scopula didymosema är en fjärilsart som beskrevs av Oswald Beltram Lower 1893. Scopula didymosema ingår i släktet Scopula och familjen mätare. Inga underarter finns listade.